# Liste der Baudenkmäler in Westerheim (Schwaben)
Auf dieser Seite sind die Baudenkmäler in der schwäbischen Gemeinde Westerheim zusammengestellt. Diese Tabelle ist eine Teilliste der Liste der Baudenkmäler in Bayern. Grundlage ist die Bayerische Denkmalliste, die auf Basis des Bayerischen Denkmalschutzgesetzes vom 1. Oktober 1973 erstmals erstellt wurde und seither durch das Bayerische Landesamt für Denkmalpflege geführt wird. Die folgenden Angaben ersetzen nicht die rechtsverbindliche Auskunft der Denkmalschutzbehörde.

## Baudenkmäler nach Ortsteilen

### Günz
| Lage                     | Objekt                               | Beschreibung | Akten-Nr.    | Bild                                 |
| ------------------------ | ------------------------------------ | --- | ------------ | ------------------------------------ |
| Dorfstraße 31 (Standort) | Kath. Pfarrkirche St. Peter und Paul | Saalbau mit eingezogenem Chor und nördlichem Satteldachturm, Turm um 1300, Langhaus wohl 15. Jahrhundert, Chor 1560/65, Umgestaltung 1676/90 und 1902/05; mit Ausstattung | D-7-78-214-4 | weitere Bilder                       |
| Dorfstraße 47 (Standort) | Wohnteil des ehemaligen Bauernhauses | ehemals Mittertennbau, zweigeschossiger Traufseitbau mit Flachsatteldach, 18. Jahrhundert                                                                                 | D-7-78-214-5 | Wohnteil des ehemaligen Bauernhauses |

### Oberwesterheim
| Lage                     | Objekt     | Beschreibung                                                                  | Akten-Nr.    | Bild       |
| ------------------------ | ---------- | ----------------------------------------------------------------------------- | ------------ | ---------- |
| Kapellenweg 2 (Standort) | Bauernhaus | zweigeschossiger Mittertennbau, Wohnteil mit Flachsatteldach, bezeichnet 1711 | D-7-78-214-6 | Bauernhaus |

### Rummeltshausen
| Lage                    | Objekt                | Beschreibung | Akten-Nr.    | Bild           |
| ----------------------- | --------------------- | --- | ------------ | -------------- |
| Ortsstraße 9 (Standort) | Kapelle St. Sebastian | lisenengegliederter Bau mit dreiseitigem Schluss und Dachreiter mit Zeltdach, bezeichnet 1584, Erweiterung 1628; mit Ausstattung | D-7-78-214-7 | weitere Bilder |

### Unterwesterheim
| Lage                      | Objekt                                       | Beschreibung | Akten-Nr.    | Bild           |
| ------------------------- | -------------------------------------------- | --- | ------------ | -------------- |
| Am Hl. Kreuz (Standort)   | Brücke über die Westliche Günz               | zwei Bögen aus Ziegelstein auf Tuffsteinpfeilern, bezeichnet 1766 | D-7-78-214-3 | weitere Bilder |
| Am Hl. Kreuz 6 (Standort) | Ehemalige katholische Pfarrkirche St. Martin | jetzt Friedhofskapelle Hl. Kreuz, dreiseitig geschlossener Chor der ehemaligen Kirche, 15. Jahrhundert, im 18. Jahrhundert, 1807 und 1843 verändert und erweitert; mit Ausstattung | D-7-78-214-1 | weitere Bilder |
| Hauptstraße 39 (Standort) | Ehemaliges Pfarrhaus                         | zweigeschossiger Bau mit Satteldach, im Kern um 1570, mehrfach verändert, um 1850 umgestaltet                                                                                      | D-7-78-214-8 | weitere Bilder |
| Hauptstraße 41 (Standort) | Kath. Pfarrkirche Maria Himmelfahrt          | neugotischer Saalbau mit eingezogenem Chor und nördlichem Turm mit Spitzhelm über Giebeln, nach Plänen von Peter Klein durch Gustav Renner, 1877/78; mit Ausstattung               | D-7-78-214-2 | weitere Bilder |